# Apeniny Północne

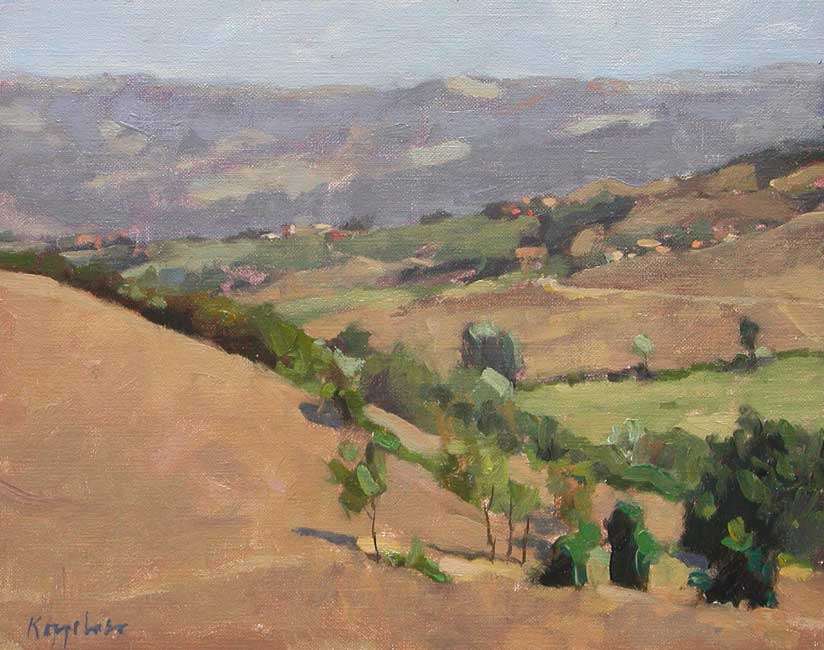
Emilia Romagna, obraz namalował Frans Koppelaar.

Apeniny Północne (wł. Appennino Settentrionale) – część młodych gór fałdowych – Apeninów. Rozciągają się od Zatoki Genueńskiej i Alp Nadmorskich do rzeki Arno. Dzielą się one na 3 części: Apeniny Liguryjskie, Apeniny Toskańskie i Apeniny Umbryjskie.

## Apenin Liguryjski
Pasmo to ciągnie się od Alp Nadmorskich do przełęczy La Cisa, nad doliną Magra, w pobliżu La Spezii. Góry te ciągną się równolegle do wybrzeża Zatoki Genueńskiej. Na północ i północny wschód rozciągają się równiny Piemontu i Lombardii, które przecina rzeka Pad oraz jej dopływy, między innymi Scrivia, Trebbia i Taro, które mają źródła w Apeninach Liguryjskich. Południowa część tego pasma wznosi się dość stromo ponad morze, nie zostawiając praktycznie żadnego nabrzeża.
Najwyższy szczyt – Monte Maggiorasca osiąga wysokość 1799 m n.p.m. Pasmo jest przecięte kilkoma liniami kolejowymi, między innymi z Savony do Turynu, z Genui do Ovady i Acquit, z Genui do Novi Ligure i dalej do Turynu i Mediolanu. Większość tych linii przechodzi przez pasmo tunelami, najdłuższy z tych tuneli ma ok. 8 km długości.

## Apenin Toskański
Apenin Toskański zajmuje tereny od przełęczy La Cisa do źródeł Tybru. Główny łańcuch biegnie dalej w kierunku południowo-wschodnim. Najwyższe szczyty w tej części Apeninów to Monte Cimone (2156 m) i Monte Cusna (2121 m).
Z północnych zboczy spływa wiele rzek i strumieni, które zasilają Pad; najważniejsze z nich to: Secchia i Panaro. Rzeki położone dalej na wschód są dopływami rzeki Reno. Inne mniejsze rzeki, np. Ronco i Montone, przepływające w pobliżu Rawenny, też są dopływami Padu; Savio i Rubikon wydają się być jednymi płynącymi bezpośrednio z Apeninu Toskańskiego do Adriatyku. Od południowego zachodu rzeki zasilają Morze Śródziemne.
Ta część Apeninów przecięta jest przez 3 linie kolejowe: z Lunigiany do Parmy, z Pistoi do Bolonii i z Prato do Bolonii. Biegnie tu też parę autostrad. Droga z Florencji do Bolonii przez przełęcz Futa pochodzi jeszcze z czasów rzymskich.
Na południowy zachód biegnie mniejsze pasmo tzw. Alpy Apuańskie, z najwyższym szczytem Monte Pisanino, który osiąga 1946 m n.p.m. Tam znajdują się sławne złoża marmuru z Carrary.
Większość Toskanii pokryta jest wzniesieniami, które jednak nie są częścią Apeninów.

## Apenin Umbryjski
To pasmo rozciąga się od Tybru do przełęczy Scheggia w pobliżu Cagli (gdzie pasmo przecina starożytna droga Via Flaminia) i do rzeki Arno. Najwyższym szczytem jest Monte Catria (1701 m n.p.m.). Główną rzeką w okolicy jest Tyber, inne ważniejsze to Foglia (Pisaurus), Metauro i Esino (Aesis). Ta ostatnia była granicą Italii w III i II wieku przed naszą erą. Rzeki te zasilają Adriatyk. Jeden ze szczytów, Monte Conero, na południe od Ankony, był wyspą w Pliocenie. Czasami kwalifikowany jest jako część Apeninów Środkowych.